# 야마가타현 제2구
야마가타현 제2구(일본어: 山形県第2区)는 일본의 중의원 선거구이다. 1994년 공직선거법이 개정되면서 신설되었다.

## 지역
- 요네자와시
- 사가에시
- 나가이시
- 난요시
- 무라야마시
- 히가시네시
- 오바나자와시
- 기타무라야마군
- 니시무라야마군
- 히가시오키타마군
- 니시오키타마군

## 역대 국회의원
- 엔도 다케히코 (소속 정당: 무소속(1996년 ~ 2000년) → 자유민주당(2000년 ~ 2009년), 임기: 1996년 ~ 2009년)
- 곤도 요스케 (소속 정당: 민주당, 임기: 2009년 ~ 2012년)
- 스즈키 노리카즈 (소속 정당: 자유민주당, 임기: 2012년 ~ 현재)